# Старкова, Диана
Диана Старкова (род. 29 декабря 1994) — победительница международного конкурса Мисс Европа. Диана студентка Парижского университета факультета Истории Искусства и Археологии. Сорбонна.  Девушка является успешной моделью в Париже и лицом известных марок таких как Dolce & Gabbana.

## Карьера модели
Диана принимала участие в рекламе многочисленных брендов таких как Dolce & Gabbana, Schwarzkopf, Guerlain и т. д.

## Мисс Европа
В 2015 году Диана Старкова была объявлена королевой красоты «Мисс Франция»-Европа для представления страны в  конкурсе «Мисс Европа», который она с блеском выиграла. Во время своей каденции получила награду «Супермодель 2016 года» 3 декабря, 2016 года. Во время своего правления Диана блистала на красных дорожках Канского и Венецианского кинофестивалей, а также как обладательница титула Мисс Европа стала лицом марки Dolce & Gabbana. В мае 2017 года Диана надела корону новой Мисс Европе-2017 Диане Кубасовой из Латвии.

### Награда Супермодель Года 2016
3 декабря 2016 Диана получила награду «Супермодель года 2016».

### Благотворительность
Известна визитом в Ирак и пожертвованием 12 тысяч евро в Фонд помощи детям Ирака, а также многими другими благотворительными проектами.